# 교가세촌
교가세촌(京ヶ瀬村)은 니가타현 가에쓰 지방에 위치했던 촌이다. 2004년 4월 스이바라정, 야스다정, 사사카미촌과 합병해 아가노시가 되었다.

## 지리
에치고평야의 북동부에 위치했었다. 서쪽은 아가노강이 흐르고 있고, 평지가 펼쳐진 농촌 지대이다. 반에쓰 자동차도의 신진 IC와 가깝고 국도 49호와 국도 460호가 마을을 횡단하고 있다.

## 역사
- 1889년 4월 1일 - 정촌제 시행과 함께 교가세촌이 성립하였다.
- 1901년 11월 1일- 고지마촌, 고마바야시촌과 신설 합병해 새로운 교가세촌이 성립하였다.
- 2004년 4월 1일 - 스이바라정, 야스다정, 사사카미촌과 합병해 아가노시가 성립해, 동일 교가세촌은 폐지되었다.

## 교통

### 철도
- 동일본 여객철도 우에쓰 본선(일본어: 羽越本線)

### 도로
- 국도 제290호선
- 국도 제460호선